# West Union (Minnesota)
West Union es una ciudad ubicada en el condado de Todd en el estado estadounidense de Minnesota. En el Censo de 2010 tenía una población de 111 habitantes y una densidad poblacional de 101,32 personas por km².Pero en el censo de 2020 solo tenía una población de 92 habitantes.

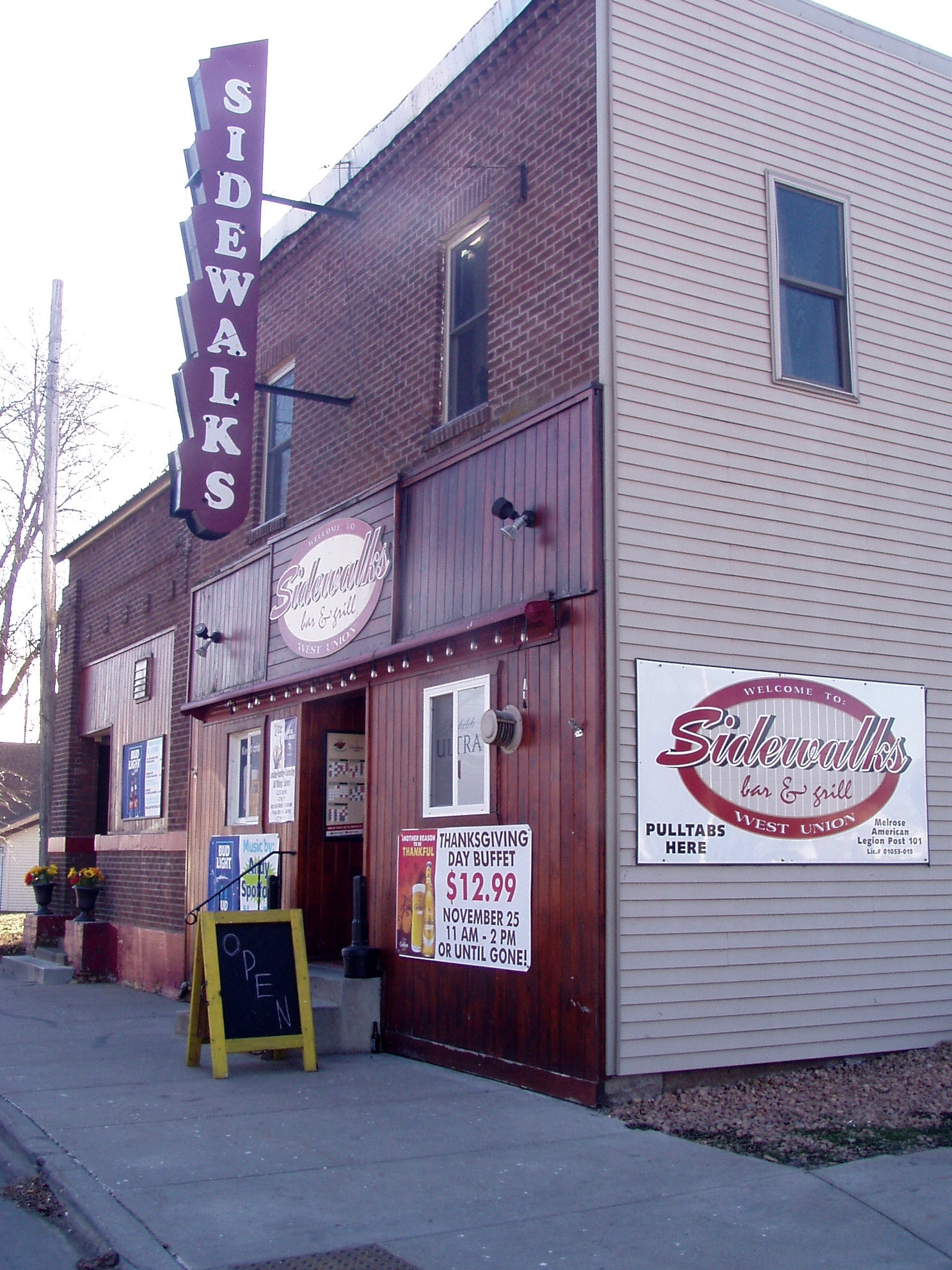
El centro de negocios de West Union

## Geografía
West Union se encuentra ubicada en las coordenadas 45°48′11″N 95°5′1″O / 45.80306, -95.08361. Según la Oficina del Censo de los Estados Unidos, West Union tiene una superficie total de 1.1 km², de la cual 1.1 km² corresponden a tierra firme y (0%) 0 km² es agua.

## Demografía
Según el censo de 2010, había 111 personas residiendo en West Union. La densidad de población era de 101,32 hab./km². De los 111 habitantes, West Union estaba compuesto por el 99.1% blancos, el 0% eran afroamericanos, el 0% eran amerindios, el 0% eran asiáticos, el 0% eran isleños del Pacífico, el 0% eran de otras razas y el 0.9% pertenecían a dos o más razas. Del total de la población el 0% eran hispanos o latinos de cualquier raza.